# マホニング郡 (オハイオ州)
座標: 北緯41度01分 西経80度46分 / 北緯41.017度 西経80.767度
マホニング郡（英: Mahoning County）は、アメリカ合衆国オハイオ州にある郡である。人口は22万8614人（2020年）。郡庁所在地はヤングスタウンである。
この郡の名前は先住民族の言葉で「塩沢」を意味する言葉に由来している。

## 地理
アメリカ合衆国国勢調査局によると、この郡の総面積は1,097km2 (423mi2)である。
このうち1,075km2 (415mi2)が陸地、21km2 (8mi2)が水面であり、総面積の1.92%を水面が占めている。

### 隣接する郡
- トランブル郡 (Trumbull County) （北）
- マーサー郡 (ペンシルベニア州) (Mercer County, Pennsylvania) （北東）
- ローレンス郡 (ペンシルベニア州) (Lawrence County, Pennsylvania) （東）
- コロンビアナ郡 (Columbiana County) （南）
- スターク郡 (Stark County) （南西）
- ポーテージ郡 (Portage County) （北西）

## 人口動態

2000年国勢調査で、この郡の人口は257,555人、102,587世帯、及び68,835家族が暮らしている。人口密度は239人/km2 (620人/mi2)である。
104軒/km2 (269軒/mi2)の密度で111,762軒の住宅が建っている。この郡の人種的な構成は白人81.04%、アフリカン・アメリカン15.87%、先住民0.17%、アジア0.47%、太平洋諸島系0.02%、その他の人種1.03%、及び混血1.38%人口の2.97%はヒスパニックまたはラテン系である。
この郡の住民は23.70%が18歳未満の未成年、18歳以上24歳以下が8.40%、25歳以上44歳以下26.40%、45歳以上64歳以下が23.70%、65歳以上が17.80%
中央値年齢は40歳である。女性100人ごとに対しての男性の人数比は91.40人である。18歳以上の女性100人ごとに対しての男性の人数比は88.00人である。
この郡の一世帯ごとの平均的な収入は35,248ドルであり、一家族の平均的な収入は44,185ドルである。男性36,313ドルに対して女性は23,272ドルが平均的な収入である。この郡における一人当たりの平均収入は18,818ドルである。
人口の9.60%及び家族の12.50%は貧困線以下である。
全人口のうち18歳未満の19.10%と65歳以上の8.70%は貧困線以下の生活を送っている。

## 行政
参照:オハイオ郡政府

## 自治体
都市 
| - ヤングスタウン（郡庁所在地） - アライアンス (Alliance) - キャンベル (Campbell) - キャンフィールド (Canfield) | - コロンビアナ (Columbiana) - セーレム (Salem) - ストラザーズ (Struthers) |

 村 

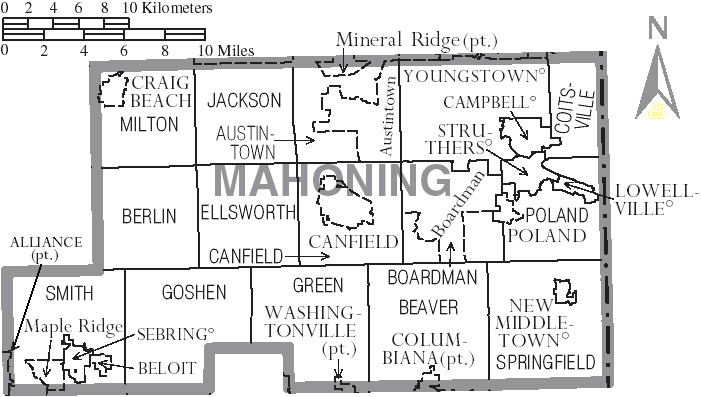
マホニング郡のコミュニティー及び郡区

| - ビロイト (Beloit) - クレイグビーチ (Craig Beach) - ローウェルヴィル (Lowellville) | - ニューミドルタウン (New Middletown) - ポーランド (Poland) | - セブリング (Sebring) - ワシントンヴィル (Washingtonville) |

 郡区(タウンシップ) 
| - オースティンタウン (Austintown) - ビーバー (Beaver) - ベルリン (Berlin) - ボードマン (Boardman) - キャンフィールド (Canfield) | - コイトヴィル (Coitsville) - エルズワース (Ellsworth) - ゴシェン (Goshen) - グリーン (Green) - ジャクソン (Jackson) | - ミルトン (Milton) - ポーランド (Poland) - スミス (Smith) - スプリングフィールド (Springfield) |

 国勢調査指定地域 
| - オースティンタウン (Austintown) - ボードマン (Boardman) - ダマスカス (Damascus) - メイプルリッジ (Maple Ridge) - ミネラルリッジ (Mineral Ridge) |

 他のコミュニティー 
| - エルズワース (Ellsworth) - グリーンフォード (Greenford) | - レイクミルトン (Lake Milton) - ニュースプリングフィールド (New Springfield) - ノースベントン (North Benton) | - ノースジャクソン (North Jackson) - ノースリマ (North Lima) - ピーターズバーグ (Petersburg) |

## 参照
1. ↑  “Quickfacts.census.gov”. 2023年8月30日閲覧。
2. ↑   Find a County, National Association of Counties 2011年6月7日閲覧。
3. ↑  “マホニング郡のデータ”.  オハイオ州立大学公開データセンター. 2007年4月28日閲覧。[リンク切れ]
4. ↑   American FactFinder, United States Census Bureau 2008年1月31日閲覧。
5. ↑  “オハイオ州の郡のプロフィール：マホニング郡” (PDF).   オハイオ州開発局. 2007年6月21日時点のオリジナルよりアーカイブ。2007年4月28日閲覧。